# Giuseppe Maritano
Giuseppe Maritano PIME (* 18. März 1915 in Cumiana; † 27. Dezember 1992) war ein italienischer Ordensgeistlicher und römisch-katholischer Bischof von Macapá.

## Leben
Giuseppe Maritano trat der Ordensgemeinschaft des Päpstlichen Instituts für die auswärtigen Missionen bei und empfing am 6. August 1939 das Sakrament der Priesterweihe.
Am 29. Dezember 1965 ernannte ihn Papst Paul VI. zum Titularbischof von Castra Severiana und zum Prälaten von Macapá. Der Apostolische Nuntius in Brasilien, Erzbischof Sebastiano Baggio, spendete ihm am 19. März 1966 die Bischofsweihe; Mitkonsekratoren waren der Erzbischof von Belém do Pará, Alberto Gaudêncio Ramos, und der Generalsuperior des Päpstlichen Instituts für die auswärtigen Missionen, Bischof Aristide Pirovano PIME.
Maritano verzichtete am 26. Mai 1978 auf das Titularbistum Castra Severiana. Am 5. März 1981 wurde er infolge der Erhebung der Territorialprälatur Macapá zum Bistum der erste Bischof von Macapá. Papst Johannes Paul II. nahm am 31. August 1983 das von Giuseppe Maritano vorgebrachte Rücktrittsgesuch an.